# Vesúvio
Vesúvio (em italiano:  Vesuvio) é um estratovulcão localizado na cidade de Nápoles, Itália, a cerca de nove quilômetros a leste de Nápoles e a curta distância do litoral. É o único vulcão na Europa continental a ter entrado em erupção nos últimos cem anos, embora atualmente esteja adormecido. Dos dois outros principais vulcões ativos da Itália, o Etna está localizado na ilha da Sicília e o Stromboli está na ilha homônima.
O Vesúvio é mais conhecido pela erupção em 79 d.C., que resultou na destruição das cidades romanas de Pompeia e Herculano. Ambas jamais foram reconstruídas, apesar de habitantes sobreviventes e saqueadores ocasionais terem realizado diversos despojos nos escombros. A localização das cidades foi eventualmente esquecida, até serem acidentalmente redescobertas no final do século XVIII.
A erupção de 79 também mudou o curso do rio Sarno e aumentou a área litorânea do entorno. O Vesúvio em si passou por diversas alterações significativas – suas encostas ficaram desmatadas e seu pico mudou consideravelmente devido à força da erupção. Desde então, o vulcão entrou em atividade diversas vezes, sendo considerado atualmente um dos mais perigosos do mundo devido a sua tendência de erupções explosivas e à população de 3 000 000 (três milhões) de habitantes em suas proximidades, o que faz desta a região vulcânica mais populosa do mundo.

## Tipo de atividade vulcânica
Segundo Lacroix, é designado Vulcano-estromboliano porque existem explosões com grande produção de cinzas e lava espessa e outras explosões expelem com magma fluido, poucas cinzas, mas muitos gases explosivos, projetando materiais sólidos (do tipo estromboliano). Segundo Scarth é Pliniano, porque a sua lava é muito fragmentada e espalha-se por uma grande área, atingindo grande espessura (pode exceder os 100 km³ de volume). A coluna de gases e cinzas pode ter alguns quilômetros de altura.

## Tipo de erupção vulcânica
O Vesúvio é um vulcão misto, que se encontra nas margens de placas destrutivas (margens convergentes), geralmente associados a arcos insulares e a cadeias de montanhas litorais. O magma, rico em sílica, tem essencialmente origem no material da própria placa e metais. As lavas produzidas são muito viscosas e solidificam rapidamente, formando um relevo vulcânico com vertentes abruptas. Segundo outros autores o vulcão é considerado explosivo, mas tendo em conta que, ao longo do seu período de atividade, ocorreram erupções alternadas, é mais correto designá-lo por misto.

## Erupções

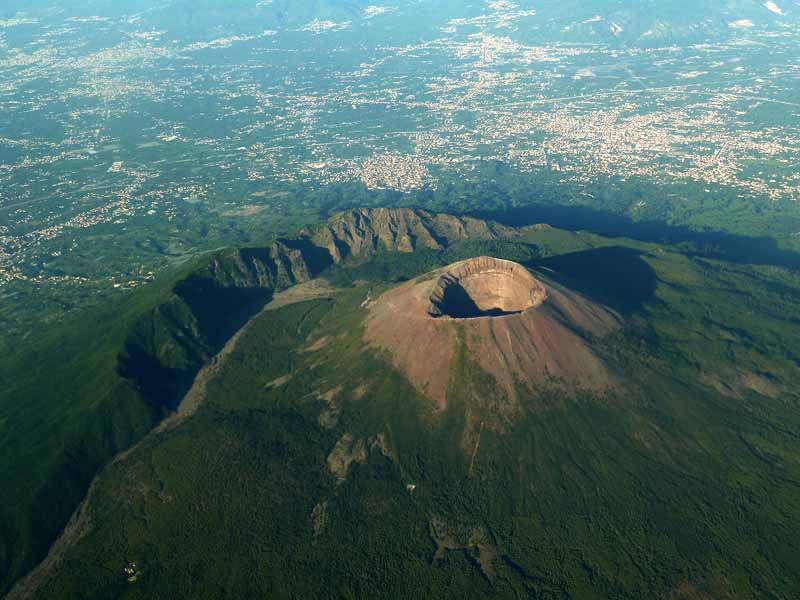
Vista aérea do Vesúvio

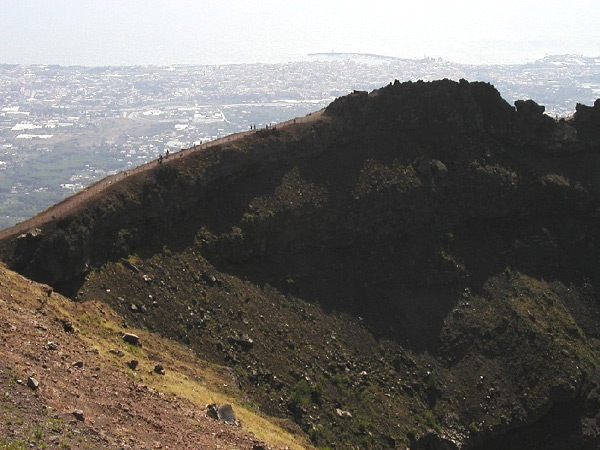
Parte da cratera do Vesúvio, com Torre del Greco ao fundo

O Vesúvio entrou em erupção diversas vezes. A mais famosa, em 79, foi precedida por inúmeras outras na pré-história, incluindo pelo menos três de significante impacto, a mais célebre delas sendo a erupção de Avelino por volta de 1800 a.C., que engolfou diversos povoados da Idade do Bronze. Desde 79, o vulcão entrou em erupção em 172, 203, 222, provavelmente em 303, 379, 472, 512, 536, 685, 787, por volta de 860, por volta de 900, 968, 991, 999, 1006, 1037, 1049, por volta de 1073, 1139, 1150, e provavelmente em 1270, 1347 e 1500. Voltou a ficar ativo novamente em 1631, por seis vezes no século XVIII, oito vezes no século XIX (notavelmente em 1872), e em 1906, 1929 e 1944. Não houve mais erupções desde 1944, e nenhuma das ocorridas após 79 foram comparativamente tão intensas ou destrutivas.
As erupções variam significativamente em gravidade, mas são caracterizadas por acessos explosivos denominados plinianos. Ocasionalmente, as erupções são tão violentas que toda a extensão sul do continente europeu é coberta de cinzas; em 472 e 1631, as cinzas do vulcão chegaram a atingir Constantinopla (atual Istambul), a mais de 1 200 km de distância. De 1944 em diante, alguns deslizamentos na cratera levantaram nuvens de poeira, dando origem a falsos alertas de Erupções.
No século XVIII a cidade de Pompeia e Herculano foram redescobertas embaixo da terra perto do Vulcão Vesúvio. Um homem estava escavando perto de lá e começa a ver pedaços de 'telhas'. Curioso, escavou tudo e descobriu cidades (Pompeia e Herculano) embaixo da terra, com casas destruídas e muito mais. Dentro das casas destruídas ainda havia resíduos de pessoas inteiras (cascas de pele petrificadas). Foi uma das maiores descobertas do mundo.
Os estudos da erupção de 79 foram comparados à erupção da Idade do Bronze, adiantando suposições de um possível futuro desastre. Supõe-se que, quanto mais tempo ele permanecer adormecido, pior será a erupção.